# Corina Nicolescu
Corina Nicolescu (n. 1 august 1922, București, România – d. 4 martie 1977, București, România) a fost un muzeograf, profesor și istoric de artă român. Cercetările sale au vizat majoritatea domeniilor artei vechi românești, contribuind la extinderea ariei de interpretare a arhitecturii, ceramicii, icoanelor, țesăturilor, costumelor, artei metalelor.

## Biografia
Studii liceale la Călărași și București, urmate de cele universitare la Facultatea de Litere a Universității din București, finalizate prin obținerea licenței în istoria artei și arheologie românească, bizantină și orientală.
Doctor în istorie la Universitatea Babeș-Bolyai din Cluj, 1970. 
În perioada 1949-1970 a activat în cadrul Muzeului de artă al României, întâi ca muzeograf, apoi ca șef de secție, și a fost conferențiar la Institutul de Arte Plastice „Nicolae Grigorescu”, unde a activat până la tragicul său sfârșit (cutremurul din 4 martie 1977). În afara multor volume publicate, a redactat numeroase studii în revistele SCIA – Seria Artă Plastică, „Revue Roumaine d’ histoire de L’ Art – Serie Beaux-Arts”, „Arhitectura”, „Arta”, „Revista muzeelor” și în periodicele de specialitate străine. 
A decedat la cutremurul din 4 martie 1977. 

## Lucrări
- Section d’art roumain ancien : Musée d’art de la R.P.R., Editura Meridiane, București, 1964
- Art Museum of the Rumanian People’s Republic : old rumanian art section, Editura Meridiane, București, 1964
- Miniatura și ornamentul cărții manuscrise din Țările Romîne, secolele XIV-XVII, Muzeul de Artă al RPR, București, 1964
- Broderia moldovenească în colecțiile Muzeului de Artă al R.P.R. / Moldavian Embroideries of the 15th-16th Centuries, text românesc și englezesc, 1965
- Mănăstirea Moldovița, Editura Meridiane, București, 1965
- The Moldovița Monastery, Editura Meridiane, București, 1965
- Mănăstirea Slatina, Editura Meridiane, București, 1966
- The Slatina Monastery, Editura Meridiane, București, 1966
- La Céramique émailée des XIIIe et XIVe Siècles de Păcuiul lui Soare, Editura Meridiane, București, 1967, în colaborare cu Radu Popa
- Die St.-Nikolaus Kirche în Șcheii Brașovului, Editura Meridiane, București, 1967
- Argintăria laică și religioasă în Țările Române (sec. XIV-XIX), Muzeul de Artă al RSR, București, 1968
- Istoria costumului de curte în Țările Române. Sec. XIV-XVIII, Editura Științifică, București, 1970
- Icoane vechi românești, București, Editura Meridiane, 1971; tradusă în limba germană de Juliana Fabritius-Dancu ca Rumänische Ikonen, 1976
- Moștenirea artei bizantine în România, Editura Meridiane, București, 1971
- Arta metalelor prețioase în România, Editura Meridiane, București, 1973
- Ceramica românească tradițională, Editura Meridiane, București, 1974, în colaborare cu Paul Petrescu
- Arbore, versiune în limba spaniolă, Editura Sport-Turism, București, 1978
- Moldovița, versiune în limba engleză, Editura Sport-Turism, București, 1978
- Muzeologie generală, Editura Didactică și Pedagogică, București, 1975; reeditată în 1979
- Case, conace și palate vechi românești, Editura Meridiane, București, 1979

## Afilieri
- Asociația de Studii Orientale
- Comitetul național al Asociației de Studii Bizantine
- Comitetul național al Asociației Internaționale de Studii Sud-Est Europene
- Asociația Slaviștilor